# صران (مناخة)

تعديل مصدري - تعديل

صران هي إحدى قرى عزلة حصبان بمديرية مناخة التابعة لمحافظة صنعاء، بلغ تعداد سكانها 42 نسمة حسب تعداد اليمن لعام 2004.